# The Morne
The Morne es una localidad de Santa Lucía, que forma parte del distrito de Castries.